# Gmina Nieborów
Die Gmina Nieborów ist eine Landgemeinde im Powiat Łowicki der Woiwodschaft Łódź in Polen. Ihr Sitz ist das gleichnamige Dorf mit 921 Einwohnern (Volkszählung 2011).

## Geographie
Die Gemeinde grenzt im Norden an die Woiwodschaft Masowien. Die Kreisstadt Łowicz liegt zwei Kilometer westlich.

## Geschichte

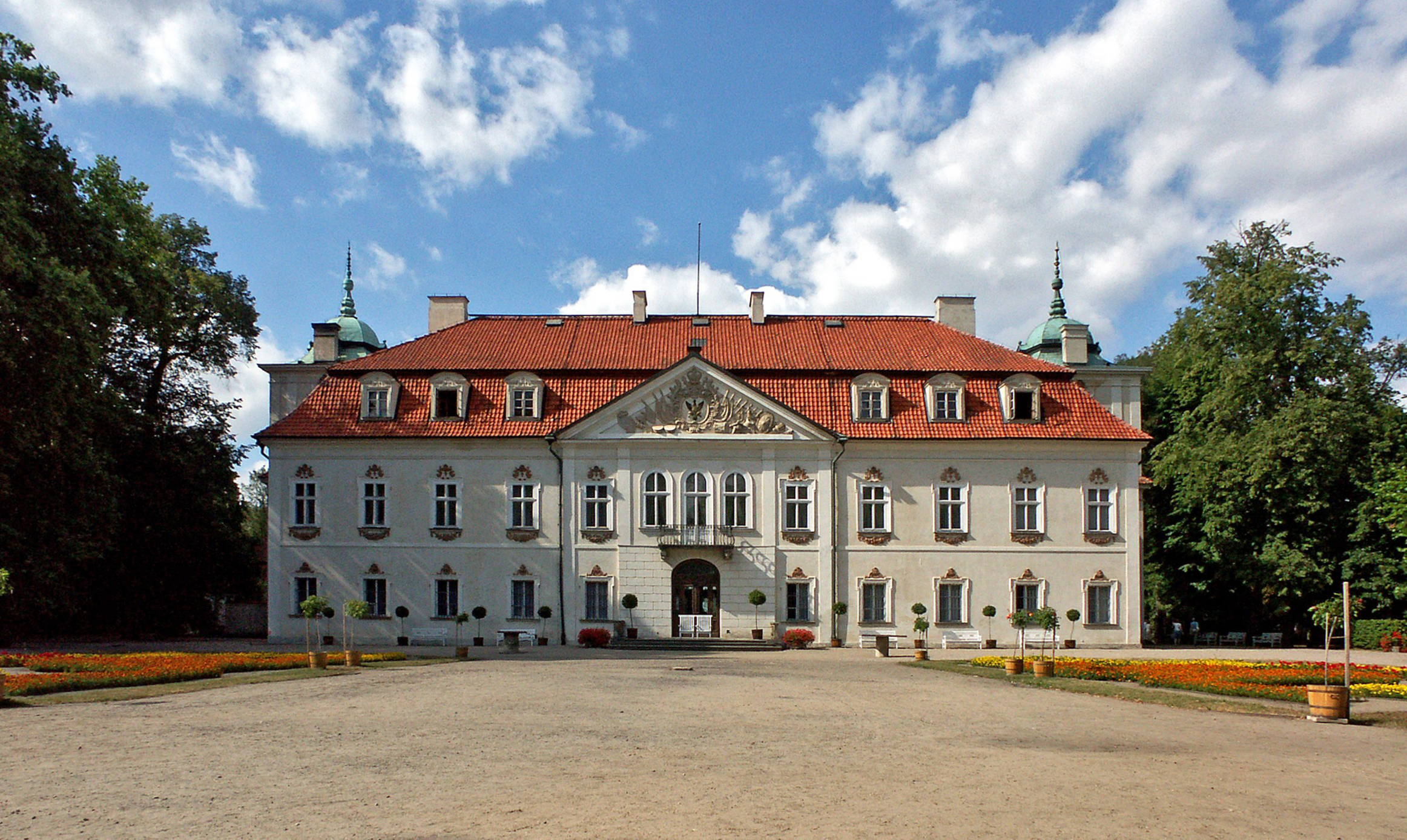
Schloss in Nieborów, Parkseite

Von 1975 bis 1998 gehörte die Landgemeinde zur Woiwodschaft Skierniewice.

## Gliederung
Zur Landgemeinde Nieborów gehören neben dem Hauptort eine Reihe Dörfer mit insgesamt 19 Schulzenämtern:
Arkadia
Bełchów (Dorf)
Bełchów (Siedlung)
Bednary-Wieś
Bednary-Kolonia
Bobrowniki
Chyleniec
Dzierzgów
Dzierzgówek
Janowice
Julianów
Karolew
Kompina
Michałówek
Mysłaków
Nieborów
Patoki
Piaski
Sypień
Weitere Ortschaften der Gemeinde sind: Janówek, Polesie, Siwica und Zygmuntów.

## Tourismus
Die Gemeinde ist durch das Schloss Nieborów, seinen bedeutenden Barockgarten und den englischen Landschaftsgarten Arkadia bekannt.

## Verkehr
An der Bahnstrecke Warszawa–Poznań liegen der Bahnhof Bednary und der Haltepunkt Mysłaków; an der Bahnstrecke Skierniewice–Łowicz liegen der Bahnhof Bełchów und der Haltepunkt Bobrowniki.